# Euryalos (Sohn des Odysseus)
Euryalos (altgriechisch Εὐρύαλος Eurýalos) ist eine Gestalt der griechischen Mythologie.
Euryalos war laut der heute verlorenen Tragödie Euryalos des Sophokles ein Sohn des Odysseus und der Euippe, einer Tochter des Tyrimmas, die Odysseus bei seiner Reise nach Epirus kennen- und liebengelernt hatte. Nachdem Euryalos das Mannesalter erreicht hatte, schickte ihn seine Mutter nach Ithaka, die Heimat seines Vaters. Doch Odysseus’ Gemahlin Penelope erfuhr zuerst von Euryalos’ Ankunft und war auch über die frühere Liebesbeziehung ihres Gatten zu Euippe im Bilde. Ehe Odysseus erfuhr, wer Euryalos war, konnte Penelope ihren Gatten durch die Behauptung, Euryalos plane eine Verschwörung gegen ihn, zu dessen Tötung überreden. So starb Euryalos durch die Hand seines eigenen Vaters. Diese Sage ist als Gegenstück zur Tötung des Odysseus durch seinen Sohn Telegonos konzipiert.